# Saturní (gnòstic)
Saturní (o Satornil) fou un gnòstic sirià (s. II) de l'escola dualista, deixeble de Menandre i contemporani de Carpòcrates d'Alexandria i Basilides d'Alexandria. Afirmava que hi havia dos regnes, el de la Llum i el de les Tenebres. Segons d'Ireneu de Lió, era d'Antioquia de l'Orontes. Justí en el seu llibre Diàleg, escrit després del 155 menciona els "satornilians", uns heretges "amb els que no hi tenim comunió". Saturní va viure de prop la revolta de Ximon bar Kokhebà i la definitiva destrucció de Jerusalem.
Saturní distingia l'existència diferenciada d'un Déu suprem i d'un Creador. Aquest últim era el Déu dels jueus, descrit amb aspectes molt negatius. Amb aquestes idees es va enfrontar no només amb els jueus ortodoxos, sinó també amb els judeocristians, que tenien un dels seus centres principals a Antioquia de l'Orontes. Però les idees de Saturní, la seva cosmogonia, es basava en una exegesi del Gènesi i les seves opinions sobre els àngels partien de l'apocalipsi. Els satornilians professaven l'encratisme.